# 利金河 (肯塔基州)
利金河（英語：Licking River）是一條位於美国肯塔基州东北部的河流，同時亦是俄亥俄河的支流。河流长约488公里（303英里），部分河段可通航。河流流域約為9,310平方公里（3,593平方英里），范围为肯塔基河以西、大桑迪河以东。利金河的幹流始於肯塔基州的坎伯蘭高原內，以較為曲折的路線往西北方流動，流經丹尼爾·布恩國家森林內的凱夫朗水庫後會與多條溪流合流，最終在卡溫頓及紐波特之間流入俄亥俄河。
18世紀前，不少美國原住民部落包括肖尼族及切羅基人等皆生活在利金河流域內，直至18世紀中葉才有大批殖民者進駐。在美國獨立戰爭乃至美墨戰爭時期，交戰雙方亦曾經在河流流域內爆發多場戰役。流域內約有51.8%的土地是森林，而已發展地區則主要集中在流域北部，但預計到2030年已發展地區將大幅增加，並擴散至流域的中部及南部。同時，人口膨脹使當地河溪的河漫灘逐漸被蠶食，而發生在20世紀的洪水亦在流域內造成嚴重財產損失。
在北美地區，利金河流域的生物多樣性可謂較為豐富。流域孕育著數以百計的動植物，但部分入侵物種卻對原生物種乃至當地的生態系統造成威脅。此外，未經處理的城市徑流把污染物引至河流系統，導致河流水質出現問題。基於防洪目的，美國陸軍工兵部隊在莫爾黑德南部修築凱夫朗水庫，並形成凱夫朗湖，又在下游城市建造其他防洪設施。

## 語源
居住於利金河流域的美國原住民稱河流為。而在1750年，探險家托馬斯·沃克首次踏足這條河，並把它命名為弗雷德里克河（Frederick's River）。但在更早的拓荒時期，獵人及拓荒者則為河流取名為大鹽舐磚溪（Great Salt Lick Creek），意指河流附近有許多鹽泉及鹽磚，能吸引動物前來舔食。

## 流向

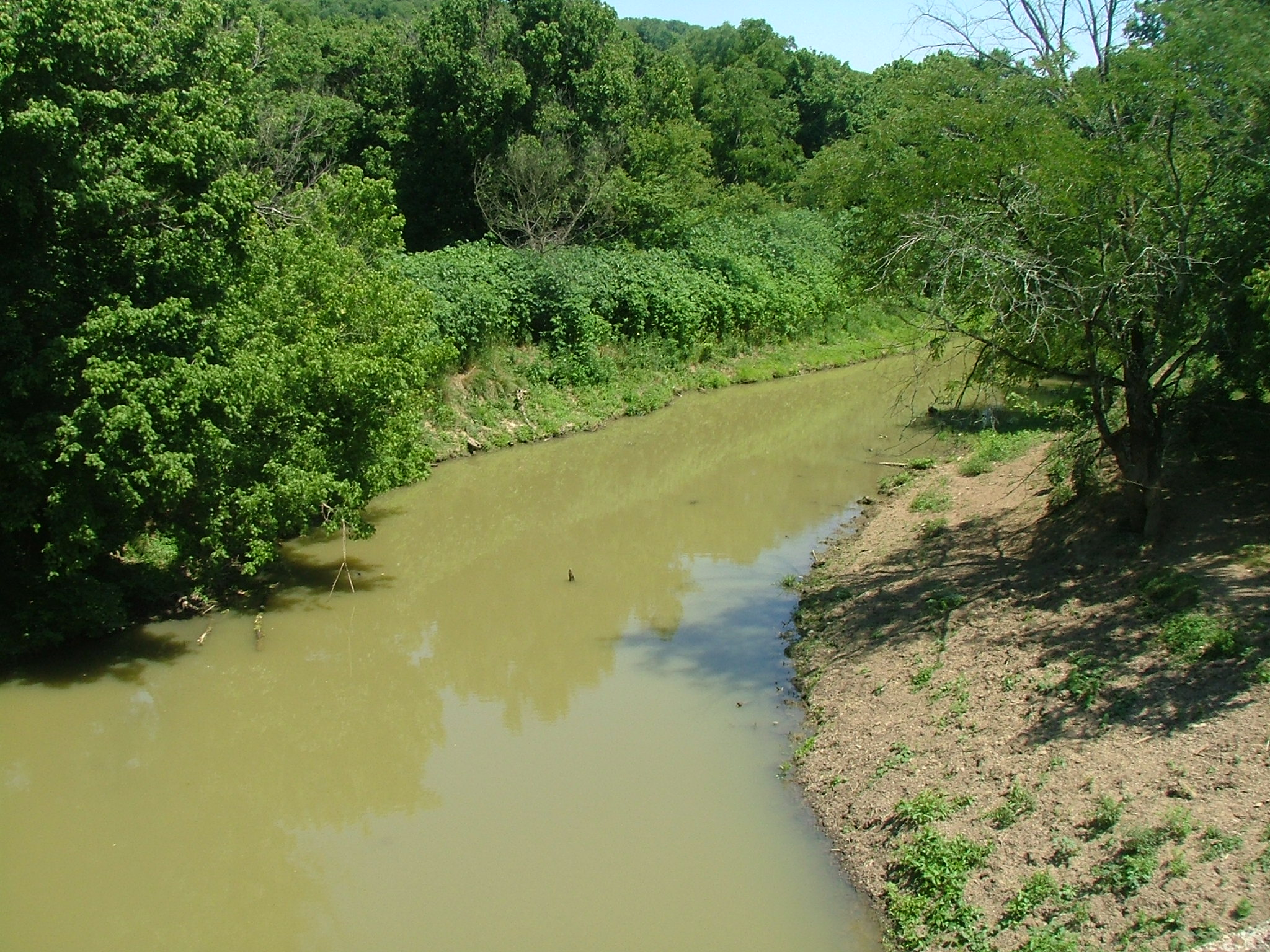
鄰近梅斯利克的利金河北汊

利金河發源於肯塔基州馬哥芬縣東南部的坎伯蘭高原內，由兩條小型溪流合流而成。河流以較為曲折的路線往西北方流動，先後流經斯旺普頓、薩布萊特、羅亞爾頓等非建制地區，並在薩利爾斯維爾以西與其中一條支流利金河中汊匯合。接著，河流會繼續往西北方流動，在流經艾爾西、艾德娜及萬妮及西利伯蒂後，它會進入丹尼爾·布恩國家森林的範圍，並流入凱夫朗湖水庫。離開水庫及穿過60號美國國道後，河流會繼續以曲折的路線往西北方流動，流經64號州際公路以及11號、57號、68號和62號肯塔基州州道等多條道路，途中又與印度溪（Indian Creek）、狐溪（Fox Creek）及雪松溪（Cedar Creek）等多條溪流合流。
利金河有兩條主要支流，分別是其北汊及南汊。利金河北汊發源於鄰近劉易斯縣及弗萊明縣縣界的湯普森谷（Thompson Hollow）及鮑曼泉（Bowman Springs）一帶，長約132公里（82英里），其中一段更形成兩縣的縣界。北汊主要以較為曲折的路線往西北方及西方流動，先後流經福克斯波特（Foxport）、愛普沃思（Epworth）及穿過579號肯塔基州州道，並沿途與多條溪流匯合。流經梅森縣的墨菲斯維爾（Murphysville）後，北汊會改往西方流動並先後穿過596號及875號州道，最終在摩司科特西北方約16公里（10英里）外的位置與利金河匯合。而利金河南汊則發源於魯德米爾斯，同樣以較為曲折的路線往西北偏北的方向流動。在流經辛西亞納、羅賓森及貝瑞等地後，河流便會於法爾茅斯與利金河匯合。
與北汊及南汊匯合後，河流續以西北方向流動，並流經巴特勒、德莫斯維爾、肯頓、亞歷山德里亞等地。在穿過275號州際公路後，河流正式進入卡溫頓，最終在卡溫頓與紐波特之間流進俄亥俄河。

## 流域
利金河的流域面積約為9,310平方公里（3,593平方英里），範圍為肯塔基河以西、大桑迪河以東，橫跨馬哥芬縣、摩根縣、羅恩縣、巴斯縣、弗萊明縣、波旁縣、哈里森縣、尼古拉斯縣及羅伯森縣等縣份。利金河北汊及利金河南汊是河流的兩條主要支流，這兩條支流的流域面積分別約為800平方公里（308平方英里）及2,400平方公里（927平方英里）。利金河在羅恩縣被凱夫朗湖水庫分隔，因而分為上下兩部分。流域的上半部分主要被森林覆蓋，而下半部分則多為牧場或牧草場。流域內將近四分之一的土地被美國農業部歸類為上等農田及全州重要農田，適合用於生產食物、飼料、草料、纖維及油料作物。另外，受到俄亥俄州辛辛那提的影響，流域內的已發展地區（包括中密度及高密度發展）主要集中在流域北部。
利金河流域內的海拔範圍為138.3米至294米（453.6英尺至965英尺），最低點為利金河與俄亥俄河的交匯處（只限於俄亥俄河的水位處於正常情況），最高點則是沃爾頓。流域位處氣候過渡帶，北部屬於溫帶大陸性濕潤氣候，而南部則屬於副熱帶濕潤氣候，夏季炎熱，冬季涼爽。區內降雨主要發生於每年的3月至7月之間，平均降雨量約為1,050毫米（41.2英寸）。除了降雨外，利金河還從區內的農業地區、城市及其他源頭獲得額外的地表徑流，而這些徑流更會把污染物輸送至河流內。

## 地理
利金河流域的岩層是由數種地質年代混合而成，其中流域東北部主要屬於奧陶紀，而有小部份地區則屬於志留紀、泥盆紀及密西西比紀。流域下半部分的地質主要由石灰岩構成，而這類屬於奧陶紀的石灰岩含有豐富的磷酸鹽礦物，可作為天然肥料，因此該區的土壤肥沃。流域內的奧陶紀及志留紀岩石被一層約有4.1至3.6億年歷史的泥盆紀地層所包圍，它們由石灰岩、白雲岩及厚厚的灰至黑色頁岩組成。這種顏色是有機物困在岩石中的結果，通常可以發現石油和天然氣資源。另外，流域內有部份地區的地質屬於密西西比紀，有著3.6至3.25億年的歷史，該區以石灰岩、頁岩和砂岩為主，且有大型的洞穴系統。部份地區更有沉洞及水泉等地形。
利金河流域的東南部分有三分之一位於山脈和山丘地帶，該處地形崎嶇，且被狹窄的山脊、山谷及陡坡所分開。外藍草地區覆蓋流域內約25%的區域，該區的岩石主要由易受侵蝕的奧陶紀石灰岩及頁岩組成，而區域特徵是山谷較深且農業用地較少。而內藍草地區則覆蓋利金河南汊流域內的大部份地區，該區是一片寬闊且起伏不大的平原，以奧陶紀的石灰岩、白雲岩及頁岩為主。伊甸丘地區（Eden Hills Area）覆蓋流域內約30%的區域，該區的地形被樹狀突水系所分開，而特徵是有著V形山谷及狹窄的山脊。賓夕法尼亞世地層界定了肯塔基東部煤田以至坎伯蘭高原的東部邊緣，而它被稱為波茨維爾斷崖（Pottsville Escarpment）或坎伯蘭斷崖（Cumberland Escarpment）。斷崖主要由賓夕法尼亞世的砂岩及礫岩形成，有著陡峭的懸崖及峽谷、岩棚、瀑布、天然橋樑等地貌。
利金河的底床及河曲沙洲主要由數種物質組成，包括水平且覆瓦狀的當地石灰岩、頁岩及粉砂岩礫石，以及處於鬆散淤泥內的碎石及沙子。利金河北汊幹流及河漫灘的沖積層主要由志留紀時期的卵石，以及風化的粉砂岩、石灰岩及褐鐵礦等礫石組成，它們的直徑通常低於4厘米，而沙子在北汊的沖積層內則較為罕有。另外，利金河南汊的沉積物不如主河段豐富，除了部分石灰岩沉積物的體積較大外，普遍礫石的直徑低於6.5厘米。

## 水文與污染
美國地質調查局在流域內設置了不少的連續監測站，它們能每日測量河流流量，而位於克魯斯溪及亞歷山德里亞的監測站較為活躍。其中，亞歷山德里亞監測站曾錄得最高流量約10,100立方每秒（360,000立方英尺每秒），最低流量約139立方每秒（4,900立方英尺每秒）。而克魯斯溪監測站所錄得的數據則遠低於亞歷山德里亞監測站。除了暴風雨期間河流流量會以數倍增長外，該監測站所錄得的平均流量約為0.28立方米每秒（10立方英尺每秒），而在2002年、2005年、2006年及2007年更合共錄得150天零流量。河流流域內近80%的人口提供了飲用水。除了地表水外，河流流域內還存在有限的地下水資源，而產量亦因地質構造而異。大部分地下水位於沖積層內，主要集中在河谷底部的區域，而除了靠近河流源頭的地區外，流域內山脊及山坡等地通常沒有地下水。地下水含有高濃度礦物質，屬於硬水至極硬水。
自1985年起，肯塔基州公共衛生部轄下的1號公共衛生區（Sanitation District No. 1）便開始在河流流域內收集水質數據。根據數據分析，河流水質出現細菌及溶氧水平升高，以及pH值、氨及金屬含量異常等問題。而根據另一份報告，化肥、牲畜糞便、未經處理的污水及地表徑流等污染物流入河流，導致河流出現富營養化，並威脅河流使用者的安全。肯塔基州水務部亦把污染源頭指向下水道溢流、城市徑流、農業以及廢水處理不當等。另外，水中沉積物的增加會造成河流渾濁，干擾魚類繁殖及攝食，同時亦會增加飲用水過濾的成本，並危害動植物棲息地。非牟利組織利金河流域觀察（Licking River Watershed Watch）全年都會監察河流流域的水質並收集樣本，他們發現河流的大腸桿菌含量偏高，範圍由每毫升240菌落至每毫升超過31,000菌落，而當中一種被稱為「O157」的大腸桿菌更會在人體內產生毒素，引致嚴重腹瀉以及損害腎臟。基於利金河下游的污染水平較高，因此自1999年起，肯塔基州水務部及公共衛生部均在每年夏天發出警告，指示人們切勿在河流游泳及避免河水接觸皮膚。除污染外，河道內亦充斥著大量垃圾，以汽車輪胎為主。
當地政府與非牟利組織均採取不同措施以改善河流水質。在肯塔基州以至美國國內的其他地方，下水道系統的建造標準是允許大雨過後把污水溢出至河道內。當地水務部及公共衛生部與美國國家環境保護局達成協議，逐漸減少下水道的排放量以解決溢流問題，從而改善河流水質。肯塔基州議會在2012年把一項河道清理計劃恆常化，而肯塔基美國水務公司亦以提供贈款的形式吸引團體進行河道清理。2014年，波旁縣的志願團體與男童軍合作，從貫穿當地的利金河支流內清理了約200多個輪胎，並把它們上交至肯塔基州廢物管理部。另外，非牟利組織利金河流域觀察亦贊助及組織了數次河溪清理活動。

## 生態
在北美地區，利金河流域的生物多樣性可謂較為豐富，其集水區範圍遠至東部中生森林的邊緣。雖然現時流域有著將近280平方公里（70,000英畝）的濕地，但相比一個世紀前這只是當時面積的五分之一。河流流域位於兩個生態區內，其中河流與鮑曼溪的交匯處以北的區域屬於外藍草生態區（Outer Bluegrass Ecoregion），位於此區的河溪有較高水平的懸浮沉積物及養分，而濕地則較為罕有。而河流與鮑曼溪的交匯處以南的區域則屬於藍草丘生態區（Hills of the Bluegrass Ecoregion），河流的坡度較陡，其含有的懸浮沉積物及養分的水平亦相對較低。但是，這兩個生態區的植被組成十分相似。另外，河流深度、棲息地及河岸濕地在不同河段都各不相同。在下游地區，河流有時會受到俄亥俄河回流的影響，城市發展亦導致河岸被工業用地包圍，自然棲息地因而減少。中游接近上游的區域，只有一小部分地區能維持原本未經人為改變的河岸線。而上游地區則有著多變的河岸濕地，而且水生生物棲息地受到的影響亦較下游地區為小。

### 動植物

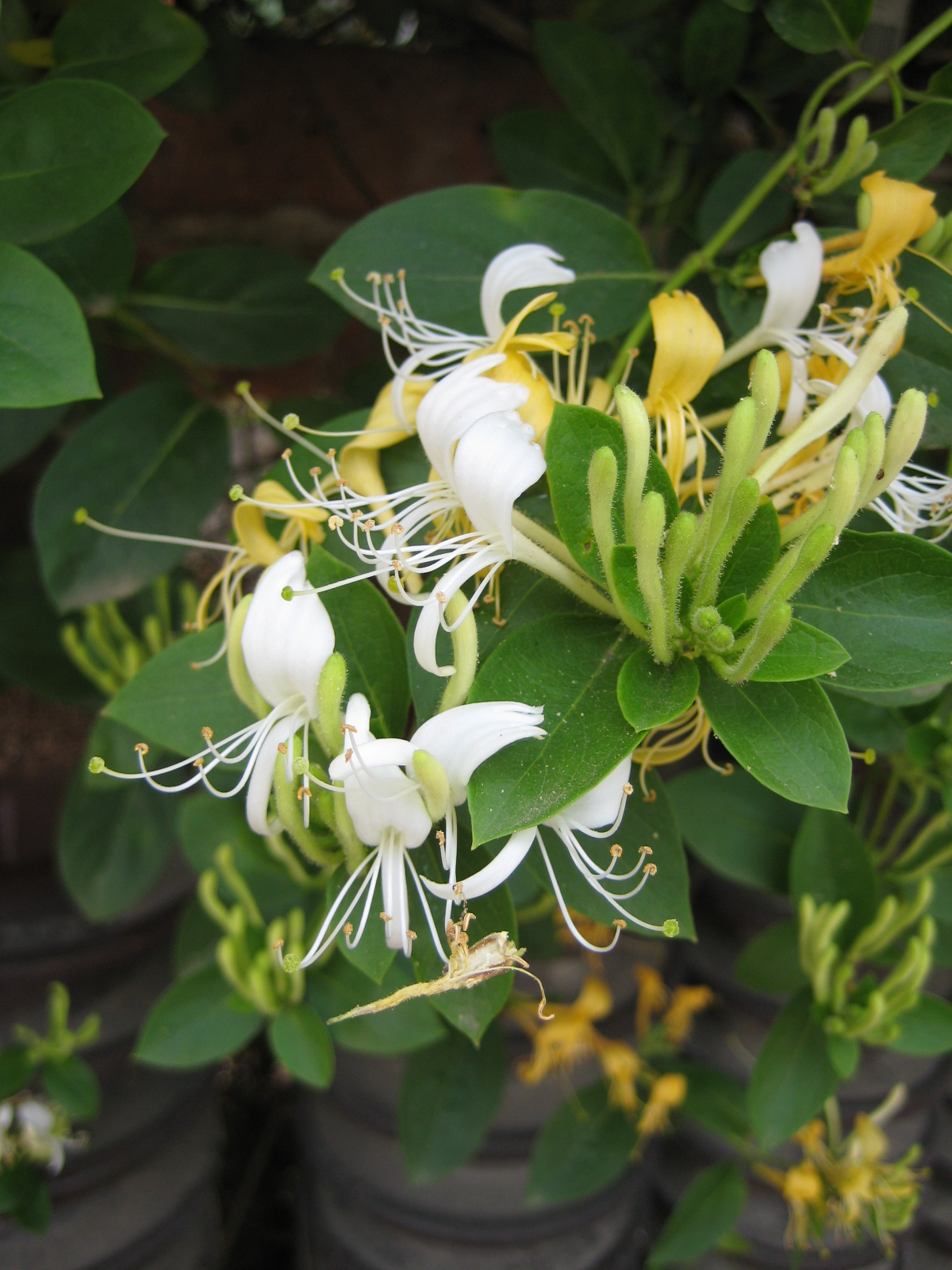
忍冬是其中一種常見於利金河流域的入侵植物

利金河流域內約有51.8%的土地是落葉林，常見樹種包括矮松、剛松、鮮紅櫟、岩櫟、加拿大鐵杉、美國水青岡、紅花槭及美洲椴樹等。而在較平緩的河岸及碎石區上則生長著莎草屬、禾草類及草本植物。在河流流域甚至整個肯塔基州內，較為常見的入侵植物包括忍冬、小蠟、中國芒、白茅、蔥芥、虎杖、柔枝莠竹、葛藤、臭椿及扶芳藤。這些入侵植物的生長速度快，擁有強大的繁殖能力及能夠快速蔓延，並會驅逐其他的原生植物。以忍冬為例，它只需要一定的光照條件便能在各種的動植物棲息地內生長，較常見於肯塔基州北部及中部地區，其中金銀忍冬還會產生化學物質危害本地植物的生長（化感作用），對當地林地構成一定威脅。在控制入侵植物上，肯塔基大學農業食物與環境學院的研究人員會除了向地主提供控制方法（將植物的根部砍掉並以除草劑溶液防止其再度繁殖）之外，又與列克星敦及路易維爾的公園合作，利用遙測影像繪製入侵植物的範圍。卡溫頓市的環境部門與辛辛那提市的數個青年工作計劃合作，聘請當地的年輕人清除位於卡溫頓市的利金河綠道及步道的入侵植物，而卡溫頓市的城市林業部則會在清除入侵植物的同時於清理區內種上本地植物。

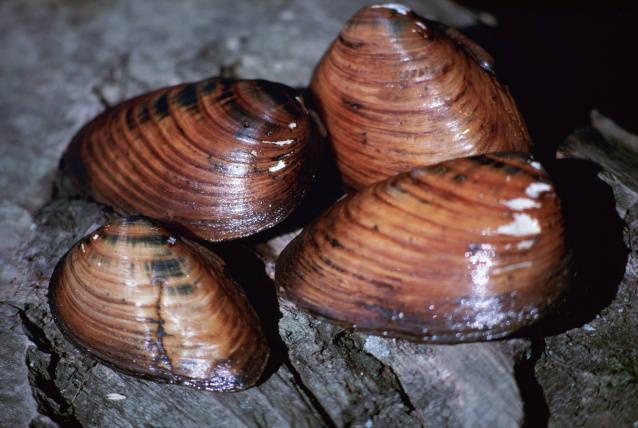
瀕危的棒形側底蚌

利金河流域的地理各異，動物種類繁多，更有著一些珍貴的棲息地及物種。流域養活多達110種魚類，其中包括大口黑鱸、岩鈍鱸、藍鰓太陽魚及鯰魚等較為常見的品種，以及斜口鱥魚、紡錘鮈鱥、長背亞口魚、透明鏢鱸、蒂普鏢鱸及尖吻小鱸等較稀有的品種。除了魚類，利金河流域更是50多種淡水貽貝的棲息地，其中11種被聯邦政府列為稀有／瀕危物種，包括棒形側底蚌及滿側底蚌等。斑馬貽貝是其中一種在流域內棲息的入侵物種，它會依附著在本地貽貝上，當有足夠數量時更會阻止牠們移動、進食、繁殖或調節水質，使原生種逐漸消失。另外，斑馬貽貝的繁殖能力強大，雌性斑馬貽貝每年可產卵3萬至100萬，牠們又會與其他原生種搶奪作為食糧的浮游生物，增加河水的透明度，從而使肉食性捕食者更容易捕食，改變當地的食物網。一旦斑馬貽貝在水體中建立種群便很難去除，因此只能採取預防措施防止牠們蔓延至其他水域。另外，在流域內棲息的兩棲動物包括班泥螈、美洲大鯢、灰樹蛙、小雨蛙、錦龜及刺鱉等，而哺乳動物則包括灰狐、狐松鼠、白尾鹿、花栗鼠、河狸、水獺及麝鼠等。歷史上，河流流域曾經孕育許多鳥類，但隨著棲息地及食物的減少，本地鳥類及候鳥的數量亦有所下降。隨著時間的推移，現時有超過250種鳥類以凱夫朗湖水庫一帶作為棲息地或中轉站，其中包括常見的林鴛鴦、帶魚狗及大藍鷺，以及較罕見的小天鵝及雲斑塍鷸等，而白頭海鵰亦會在該地區過冬。另外，一些林地鳥種如野生火雞、松雞以及數種貓頭鷹都會在此地區棲息。

### 保育與修復
為了保護利金河流域棲息地的多樣性，肯塔基州魚類與野生動物資源部（KDFWR）在2005年的一份報告內明確地把流域界定為三個鳥類優先保護區，以集中保護濕地鳥種、草地鳥種及林地鳥種。由於棲息地退化，加上河流渠道化及水壩建設、土地管理不善、入侵物種以及過度捕撈等因素，流域內淡水貽貝的數目正在下降。為了增加流域內淡水貽貝的種群數量，KDFWR會於魚類實驗室內養殖貽貝，並定期把牠們放入流域的各條溪流內。此外，KDFWR又把流域定為雙殼貝類保護區，以保護11種被聯邦政府列為稀有／瀕危物種的貽貝，以及一個被美國魚類及野生動物管理局評為河流流域內最後也是最好的貽貝種群。2007年，非牟利組織南方保護公司以美國魚類及野生動物管理局及肯塔基州自然保護區委員會的撥款，購入鄰近河流的約0.4平方公里（100英畝）的土地，以保護鄰近的淡水貽貝棲息地，並通過種植原生植物來恢復植被。美國農業部轄下的自然資源保育局亦推出一項屬於自願參與性質的「濕地保護區計劃」，旨在為地主提供保護、恢復及增加其土地上濕地的機會。2008年，KDFWR把河流流域一部分指定為「特別關注區域」，以吸引地主參與計劃。
由2010年代開始，社區發展組織南岸合作夥伴公司與美國陸軍工兵部隊合作，以穩定俄亥俄河及利金河兩岸及恢復當地的生態系統。項目耗資約740萬美元，旨在恢復紐波特及卡溫頓的河漫灘森林，以及其他沿河城市的河岸線，預計在2022年底前完成。在修復河漫灘時，工程人員會把入侵植物清除，並種植本地樹木、灌木及草本植物。而在修復河岸線時，工程人員會把河岸坡度改造得更為平緩，滲入不同種類的土壤及加裝能減輕侵蝕的裝置等。

## 歷史
在18世紀之前，不少美國原住民部落生活在利金河流域內，其中包括肖尼族及切羅基人，他們視利金河河谷為家園、貿易站及狩獵場。肖尼族在河流流域附近建立了一條名為「Eskippakithiki」的村落，約有200個家庭在該處生活，更吸引商人前來進行貿易。而在1755年，該村落首次出現在威爾士裔測量師劉易斯·埃文斯所繪製的地圖上。另外，居於該區的原住民修築了一條南北走向、名為勇士之路（Warrior's Path）的路線，各個交戰部族及派系都會利用該路線前往北方或南方。勇士之路途徑肯塔基州多個地方，包括坎伯蘭峽東南方的切羅基人聚落、坎伯蘭河、肯塔基河支流鵝溪、鮑威爾縣、利金河及梅森縣等地。18世紀中葉，隨著大批有歐洲血統的殖民者（主要來自弗吉尼亞州、馬里蘭州及卡羅來納州殖民地）進入利金河流域一帶，利金河開始成為重要運輸及貿易路線。而對原住民來說，利金河除了是主要運輸走廊之外，還可以利用它來攻擊或躲避殖民者。
1780年，美國獨立戰爭期間，喬治·羅傑斯·克拉克准將率領一群美國邊防人員聚集在利金河河口，準備前往小邁阿密河河谷攻擊英國的前哨基地及掃蕩英方支援的美國原住民部落，包括肖尼族、邁阿密族、明戈族及萊納佩人。另外，英國陸軍的亨利·比爾德（Henry Bird）上尉率領600名印第安人及加拿大人，攻擊分別由約翰·馬丁（John Martin）及艾薩克·拉德爾建立的兵站。1782年8月19日，在現今位於肯塔基州羅伯森縣（以前是弗吉尼亞州費耶特縣）的利金河旁邊的山上，一支效忠大不列顛王國、由50名效忠派士兵及300名美國原住民組成的部隊伏擊182名肯塔基民兵。最終，72名肯塔基民兵在戰鬥中陣亡，11名受傷民兵則被俘虜，而這場史稱「布魯利克斯之役」的戰事以大不列顛部隊的勝利告終。這場戰事後來亦被稱為美國獨立戰爭的最後一役，而戰場遺址則成為州立公園，以紀念英國王室、美國原住民及肯塔基州定居者之間的衝突。
1792年，原屬弗吉尼亚州的肯塔基縣建州。後來，當地法院以及立法機關通過一系列措施，以改善州內某些水道的通航能力及清除河道障礙物。1829年，美國陸軍軍官應肯塔基州的要求，針對利金河進行了一次考察。1835年，美國國家內部改善委員會成立，並批准針對利金河流域的首次正式考察。另外，鑑於河流對阿帕拉契山脈東部及藍草地區中部一帶十分重要，因此委員會撥款約37.5萬美元，用以提升河流的通航能力。後來，即使有許多人試圖「復活」利金河通航項目，但最終亦不了了之。利金河在當時肯塔基州的商業環境中起著至關重要的作用，同時在各縣的早期發展中扮演著重要角色。除此之外，河流更是最早的波本威士忌交易及運輸走廊。位處河流流域內的波旁縣是當時數一數二的釀酒廠集中地，而著名的雅各布·斯皮爾斯（Jacob Spears）釀酒廠亦位於該縣。根據1810年波旁縣的人口普查，該縣擁有128個釀酒廠且合共生產超過146,000加侖的威士忌。除了雅各布·斯皮爾斯釀酒廠外，哈里森縣沿河地區亦有眾多釀酒廠，而在19世紀該縣更成為肯塔基州波旁威士忌生產的領導者。另外，河流流域內的馬哥芬縣、羅恩縣及門尼菲縣等地區均以伐木為主，並透過河流運輸木材至下游的卡溫頓。
華盛頓堡是一座建於1789年的堡壘，位於俄亥俄河附近（即現時俄亥俄州辛辛那提市中心），正面面向利金河河口，主要保護西默斯購地內所含區域的早期聚落，包括洛桑蒂維爾（Losantiville）、哥倫比亞及北灣等地。堡壘由約西亞·哈馬爾將軍於1789年下令建造，並以美國獨立戰爭時的殖民地軍總司令、後來的美國首任總統乔治·华盛顿命名。後來，華盛頓堡日久失修，軍方亦打算把此堡報廢，因此建立新的補給站變得至關重要。最終，銀行家小詹姆斯·泰勒四出拜訪所有可資利用的熟人，才得以說服查爾斯·斯科特少將選擇在紐波特修築要塞。1803年，豎立在利金河及俄亥俄河交匯處的紐波特軍營建成，取代即將被廢棄的華盛頓堡。自1803年至1894年，紐波特軍營便一直守衛著利金河河口，並在1812年戰爭、美墨戰爭及南北戰爭中扮演著重要的角色。1882至1884年，軍營頻繁地遭受洪水侵襲導致維修費用高昂，加上霍亂、傷寒及瘧疾等傳染病的流行，進一步為軍營敲響喪鐘。最終，軍營在1890年遷移至約4.8公里（3英里）外且位處高地的托馬斯堡，而軍營遺址則在1894年被紐波特市取代。

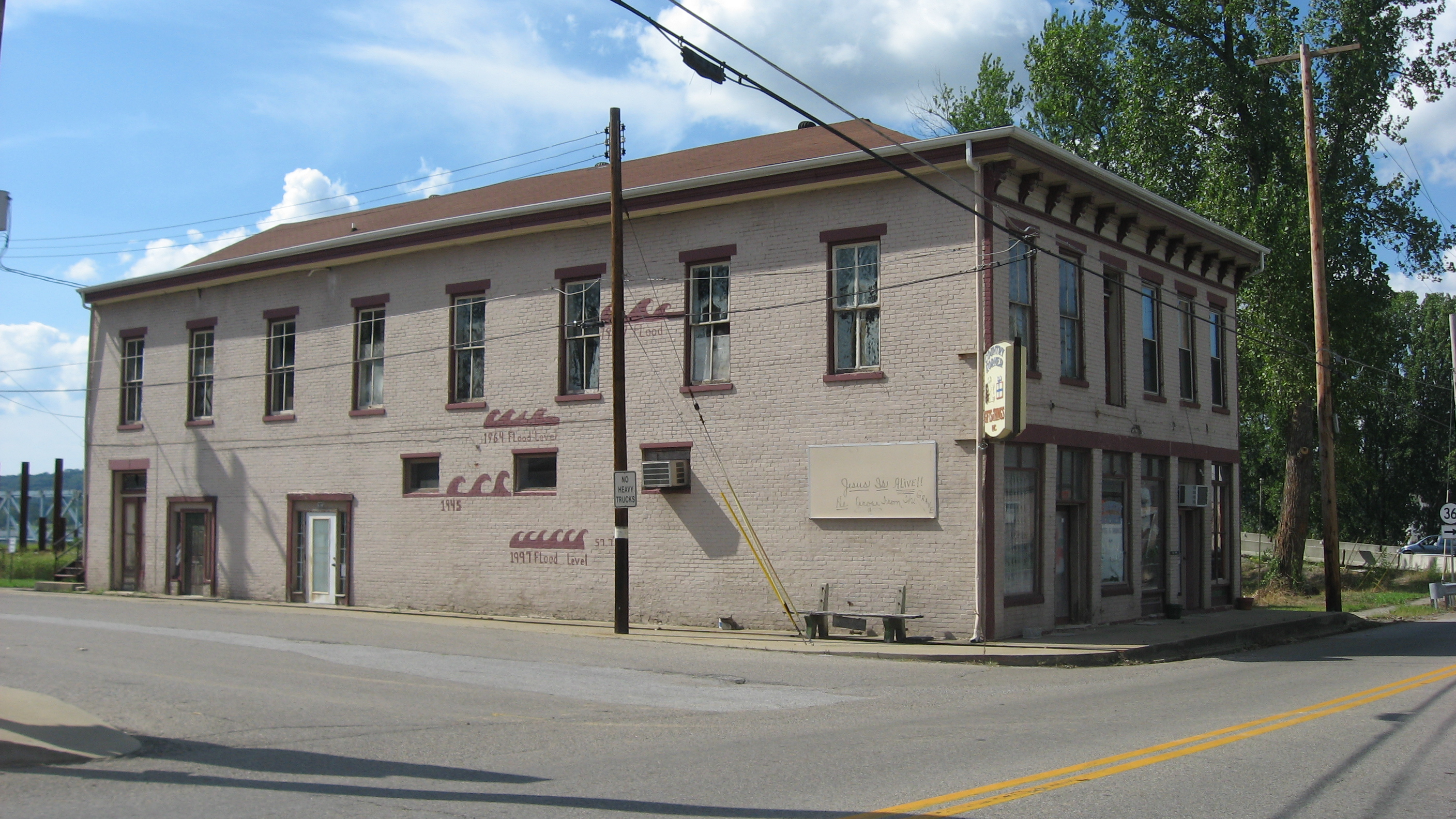
上圖是一棟位於肯塔基州米爾頓市的建築物，其外牆刻有高水位標誌，可見1937年的洪水一度淹至建築物的第二層

利金河流域發生了多次洪水。其中在1937年1月下旬至2月，連場暴雨加上積雪融化導致俄亥俄河及其支流的水位上漲，進而誘發洪災。俄亥俄河的洪水位只是8.2米（27英尺），但在洪災發生期間水位一度上升至24.38米（79.99英尺）。在某段時間，整條長約1,579公里（981英里）的河道一度處於泛濫狀態，更蔓延至賓夕法尼亞州的匹茲堡乃至伊利諾伊州的開羅。位於利金河及俄亥俄河交界的紐波特遭受重創，大約四十個街區被洪水淹沒，連接辛辛那提及紐波特兩地的辛辛那提—紐波特大橋亦被洪水淹沒，交通陷入癱瘓狀態。另外，同樣位於兩河交界的卡溫頓受災嚴重，理論上建於「非洪水區」的聖伊莉莎白醫院亦不能倖免，消防員需趕及在洪水湧至之前把醫院地下室的鍋爐及暖氣爐關閉，而供電亦因電力公司被淹而一度被切斷。最終，洪災淹沒了紐波特（約55%）、代頓（約60%）、貝爾維尤（約40%）、勒德洛（約37%）及卡溫頓（約40%）等地，對肯塔基州北部造成1百萬美元的經濟損失，約5萬人因此流離失所。
1964年，連場暴雨導致利金河水位上漲，及後在彭德爾頓縣的法爾茅斯引發洪災。河流在該處的洪水位約8.5米（28英尺），但洪水水位一度上升至11.4米（37.5英尺），而鄰近的27號美國國道更被洪水衝破。大雨持續加上洪水快速淹至，導致部分居民趕不及逃生，需要由消防員以划槳船、摩托艇及獨木舟協助疏散。在這次洪災，法爾茅斯的雨量一度錄得約235毫米（9.25英寸），利金河幹流的水位更上升至約14米（47英尺），該市超過400間房屋被淹，造成超過2百萬美元的經濟損失。1997年，法爾茅斯再度遭遇洪災。當時，美國國家氣象局發出首個洪水預警，預計利金河的水位將會上升至約12.3米（40.5英尺），但部份居於內陸的居民認為他們的所在位置即使在1937年及1964年的洪災內亦未有受到影響，因此沒有理會該預警。結果，洪水較預期來得更快更猛，消防員及警察未能在足夠時間內通知及疏散市內居民，大多居民馬上執拾個人物品逃避洪水，而部分來不及逃生的居民只能爬上屋頂或車頂等待救援。最終，利金河的水位上升至約16米（52英尺），法爾茅斯市內有八成地區被洪水淹沒，而整個彭德爾頓縣則有約318平方公里（78,600英畝）的土地被淹，大量基建損毀。
隨著伐木業及採礦業式微，河流流域內的各縣都改以農業為主。根據統計，1997年流域內各縣都均有數以百計的農場及牧場，主要出產白肋煙及乾草等作物，或飼養牛豬等牲畜。隨著流域內各縣的持續發展，以及各條主要道路的改善及擴建，預計到2030年已發展地區將佔整個流域的23%，並主要發生在流域的中部及南部。

## 河流改造
為了解決水浸及減少水土流失等問題，當地政府聯同美國陸軍工兵部隊在流域內進行一系列的改善工程。早在1837年，工兵部隊的工程人員便提議在西利伯蒂至河口興建21個水閘及水壩，以克服約94米（310英尺）的高度落差。同年，美國國家內部改善委員會授予合同，批准建設首批共5個的石製水壩及船閘閘室。但後來數年因缺乏國家資金，工程進度緩慢，最終在1842年所有工程宣告中止，首批建築只有部分完成。1860年代，河流內的部分水閘被拆除，而石頭則被用於建設約翰·奧古斯都·羅布林吊橋的橋墩。

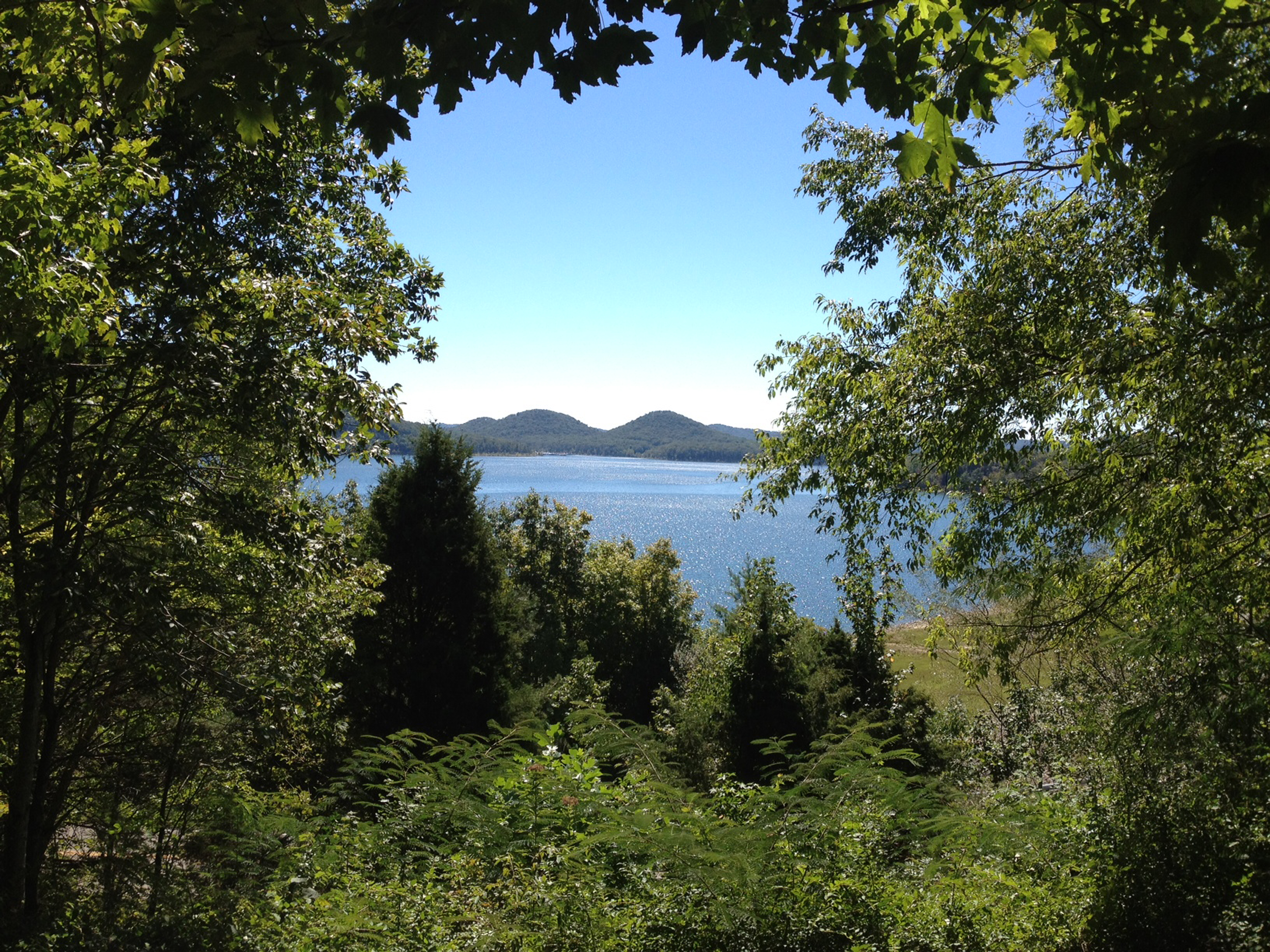
位於羅恩縣的凱夫朗湖

根據《1936年防洪法》及《1938年防洪法》，美國國會批准了數個針對利金河流域的防洪工程計劃，包括兩個水庫及其他防洪設施。其中，國會批准在法爾茅斯約14公里（9英里）外的位置修築水庫。法爾茅斯水壩屬於不透水的土心牆土石壩，預計長約400米（1,320英尺）、高約48米（157英尺），而水壩上的法爾茅斯湖的預計面積約為6,040平方公里（2,331平方英里），預期的最大蓄水量約為799,000,000立方米（648,000英畝·英尺）。但由於缺乏國家資金支持，工兵部隊在1981年把這項計劃列入不活躍類別。凱夫朗水庫位於莫爾黑德南部，由工兵部隊於1965年開始建造，1974年完工。水庫屬於土石壩，長約820米（2,700英尺），高約45米（148英尺），而凱夫朗湖的面積約為2,140平方公里（826平方英里），最大蓄水量約為757,500,000立方米（614,100英畝·英尺）。水庫是俄亥俄河流域綜合湖泊計劃的其中一環，主要為利金河河谷下游提供防洪保護、改善社區供水及利金河的水流狀況，以及為各種魚類及野生動植物提供棲息地。
除了水庫外，工兵部隊亦在下游流域一帶的城市建造不同類型的防洪設施。1937年俄亥俄河洪水導致紐波特的大部分地區被淹沒，成為影響當地最嚴重的自然災害。事後，紐波特的主要官員決定修建防洪牆以防洪水再次侵襲，但經過多年的耽擱，項目最終在1946年展開，並在1948年完工。防洪牆由泥土防洪堤及混凝土牆組成，高約25米（83英尺），而防洪堤及混凝土牆分別長約2.4公里（1.5英里）及700米（2,300英尺）。2016年，工兵部隊檢查紐波特的防洪牆後指防洪堤上存在著許多未獲授權的侵佔，又堆放各式各樣的東西，最後把其評級為「不可接受」。2017年，紐波特防洪牆有部分已經滑落，但該市經理湯姆·弗羅姆（Tom Fromme）則表示問題不大，亦不會損害牆壁的堅固程度及結構完整性。
除了紐波特，工兵部隊還在卡溫頓及代頓先後建造防洪牆，其中位於卡溫頓的泥土防洪堤及混凝土牆合共長約4.7公里（2.9英里），而代頓的防洪堤則長約2.49公里（8,170英尺）。在建造防洪牆的過程中，工兵部隊亦會在合適位置建造防洪抽水站。在1950年代至1980年代，工兵部隊先後在卡溫頓、紐波特及代頓建造15個防洪抽水站，並在工程完成後把抽水站的營運及維護工作移交予肯塔基州公共衛生部轄下的1號公共衛生區（Sanitation District No. 1）。這些抽水站是根據俄亥俄河的水位來決定是否啟動，當水位升至約13米（44英尺）時，抽水站便會開始運行，而當水位升至約19.5米（64.1英尺）時，所有抽水站將會啟動。抽水站除了會把多餘的水排走外，還會利用一系列閘門關閉排水渠，以防河水倒灌導致城市出現水浸。

## 休閒

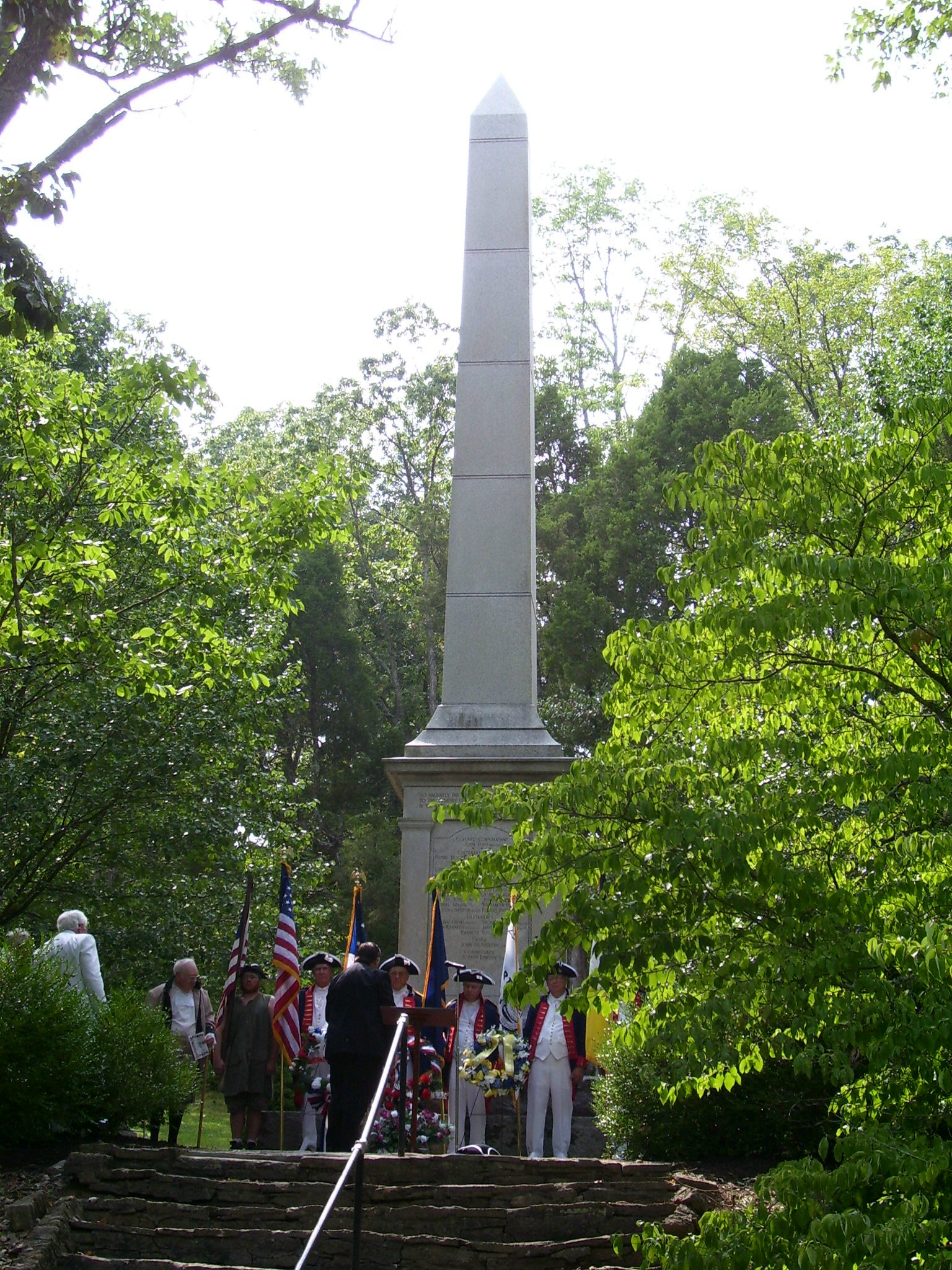
布魯利克斯戰場州立度假公園的紀念碑

丹尼爾·布恩國家森林及凱夫朗湖是利金河流域內規模較大的休憩用地。由美國國家森林局所管控的丹尼爾·布恩國家森林佔地約2,870平方公里（708,000英畝），每年能吸引數以百萬計的遊客在該處露營、遠足、釣魚、騎馬、進行固定季節狩獵，甚至駕駛全地形車及越野車等。而在凱夫朗湖一帶，遊客除了能在湖內釣魚外，還能租用湖邊小屋及小木屋、存放或租用船隻，以及進行滑水和泳圈漂流等水上活動。湖內常見的遊釣魚類包括北美狗魚、大口黑鱸、小口黑鱸、斑點黑鱸、白鱸、翻車魚及鮎魚等，而釣魚人士每天只準釣獲一條長度不短於910毫米（36英寸）的魚類。為維持生態平衡及確保魚類數量充足，肯塔基州魚類與野生動物資源部轄下的麥納·E·克拉克魚苗孵化場（Minor E. Clark Fish Hatchery）每年均會把魚苗放入各條河溪內。另外，位於摩司科特東南部、鄰近68號美國國道的布魯利克斯戰場州立度假公園亦是流域內較著名的公園。公園佔地約0.6平方公里（148英畝），園內設有紀念1782年8月19日「布魯利克斯之役」的紀念碑。遊客除了可以在園內博物館觀賞史前動物骨骼及了解美國獨立戰爭、下布魯利克斯泉與製鹽的相關歷史之外，還能進行如遠足及划獨木舟等休閒活動。
2005年，遠景規劃小組Vision 2015提出一項十年計劃，其中包括建設「利金河綠道及步道」（Licking River Greenway and Trails），以連接利金河兩岸的卡溫頓、泰勒米爾、懷爾德及紐波特，預計長約19公里（12英里）。項目在2012年正式動工，並在2019年完成項目的第二及第三階段。卡溫頓市公園與遊憩部門主任羅西·桑托斯（Rosie Santos）表示，利金河綠道及步道能每年吸引成千上萬的徒步旅行者、騎單車者及遛狗者，長遠希望能連接到沿俄亥俄河建造的河濱公園步道，以形成一個不間斷的「U」形遠足徑及單車徑系統。2013至2014年時，卡溫頓市政府與Vision 2015及藝術團體合作，在其中一部分的混凝土防洪牆上繪製17張壁畫，其後又允許塗鴉藝術家裝飾防洪牆。
2006年，美國陸軍工兵部隊在一項研究內提出願景，希望沿著俄亥俄河建設一條連接肯塔基州北部六個沿河城市的河濱走廊，預計走廊能穩定俄亥俄河及利金河河岸，提供不間斷的步道系統及開放空間，以及促進經濟發展並改善該地區的生活品質。河濱公園步道（Riverfront Commons trail）是一條預計長約18.5公里（11.5英里）的步行／自行車道，建造工程同時在勒德洛、卡溫頓、紐波特、貝爾維尤、代頓及托马斯堡這六個沿河城市展開。社區發展組織南岸合作夥伴公司指項目建成後將會成為俄亥俄州南岸最有趣的步行／自行車道，且能透過紐波特南岸大橋連接至辛辛那提的步道。而俄亥俄州-肯塔基州-印第安那州政府區域委員會的首席執行官馬克·波利辛斯基（Mark Policinski）更指河濱公園步道的可步行性將能連接所有人在一起，從而增強人們在開車時無法獲得的聯繫。

## 外部連結
- （英文）利金河流域（页面存档备份，存于）